# Pterodon
Pterodon es un género de plantas con flores con tres especies perteneciente a la familia Fabaceae.

## Taxonomía
El género fue descrito por  Julius Rudolph Theodor Vogel y publicado en Linnaea 11: 384. 1837.

## Especies
- Pterodon abruptus
- Pterodon emarginatus
- Pterodon macrophyllus